# Ramón Rodríguez Jiménez
Ramón Rodríguez Jiménez (Palma de Mallorca, España, 13 de septiembre de 1999), más conocido como Monchu, es un futbolista español que juega de centrocampista en el Aris Salónica F. C. de la Superliga de Grecia.

## Trayectoria
Se unió a las categorías inferiores de F. C. Barcelona en 2012 procedente del R. C. D. Mallorca. Después de progresar por los distintos equipos del club, hizo su debut sénior con el Fútbol Club Barcelona B el 15 de diciembre de 2017, entrando a la segunda mitad por Oriol Busquets en una derrota por 1-3 ante el Cádiz C. F. en el campeonato de Segunda División.
El 8 de agosto de 2020 debutó con el primer equipo tras sustituir a Antoine Griezmann en el minuto 84 en la victoria por 3-1 ante la S. S. C. Napoli en la vuelta de los octavos de final de la Liga de Campeones de la UEFA.
Mes y medio después de dicho encuentro fue cedido con opción de compra al Girona F. C. hasta el 30 de junio de 2021. Tras la cesión regresó al conjunto azulgrana para acabar marchándose días después al Granada C. F. a cambio de un 50% de una futura venta, así como una opción de recompra y un derecho de tanteo. Se estrenó el 16 de agosto ante el Villarreal C. F. y, además de ser su primer partido con el conjunto nazarí, fue su debut en Primera División.
En total jugó catorce encuentros en su estreno el máxima categoría del fútbol español antes de volver a competir en Segunda División una vez que, el 1 de febrero de 2022, el Real Valladolid C. F. anunciara su llegada como cedido hasta final de temporada con la opción de adquirirlo en propiedad. Tras cumplirse varias variables del acuerdo de cesión, y haber logrado el ascenso a Primera, el 6 de junio fue ejercida la opción de compra y firmó hasta 2026.
El 3 de agosto de 2024, después de haber disputado un total de 92 partidos con los pucelanos, fue traspasado al Aris Salónica F. C. griego.

## Estadísticas

### Clubes
Actualizado al último partido jugado el 31 de julio de 2025.
| Club                           | Div.          | Temporada     | Liga  | Liga  | Copas nacionales | Copas nacionales | Copas internacionales | Copas internacionales | Total | Total |
| Club                           | Div.          | Temporada     | Part. | Goles | Part.            | Goles            | Part.                 | Goles                 | Part. | Goles |
| ------------------------------ | ------------- | ------------- | ----- | ----- | ---------------- | ---------------- | --------------------- | --------------------- | ----- | ----- |
| F. C. Barcelona "B" · España   | 2.ª           | 2017-18       | 6     | 1     | —                | —                | —                     | —                     | 6     | 1     |
| F. C. Barcelona "B" · España   | 2.ª B         | 2018-19       | 31    | 2     | —                | —                | —                     | —                     | 31    | 2     |
| F. C. Barcelona "B" · España   | 2.ª B         | 2019-20       | 29    | 10    | —                | —                | —                     | —                     | 29    | 10    |
| F. C. Barcelona "B" · España   | Total club    | Total club    | 66    | 13    | 0                | 0                | 0                     | 0                     | 66    | 13    |
| F. C. Barcelona · España       | 1.ª           | 2019-20       | 0     | 0     | 0                | 0                | 1                     | 0                     | 1     | 0     |
| F. C. Barcelona · España       | Total club    | Total club    | 0     | 0     | 0                | 0                | 1                     | 0                     | 1     | 0     |
| Girona F. C. · España          | 2.ª           | 2020-21       | 43    | 3     | 0                | 0                | —                     | —                     | 43    | 3     |
| Girona F. C. · España          | Total club    | Total club    | 43    | 3     | 0                | 0                | 0                     | 0                     | 43    | 3     |
| Granada C. F. · España         | 1.ª           | 2021-22       | 14    | 0     | 2                | 0                | —                     | —                     | 16    | 0     |
| Granada C. F. · España         | Total club    | Total club    | 14    | 0     | 2                | 0                | 0                     | 0                     | 16    | 0     |
| Real Valladolid C. F. · España | 2.ª           | 2021-22       | 15    | 2     | —                | —                | —                     | —                     | 15    | 2     |
| Real Valladolid C. F. · España | 1.ª           | 2022-23       | 33    | 3     | 2                | 0                | —                     | —                     | 35    | 3     |
| Real Valladolid C. F. · España | 2.ª           | 2023-24       | 42    | 6     | 0                | 0                | —                     | —                     | 42    | 6     |
| Real Valladolid C. F. · España | Total club    | Total club    | 90    | 11    | 2                | 0                | 0                     | 0                     | 92    | 11    |
| Aris Salónica F. C. · Grecia   | 1.ª           | 2024-25       | 30    | 3     | 3                | 0                | —                     | —                     | 33    | 3     |
| Aris Salónica F. C. · Grecia   | 1.ª           | 2025-26       | 0     | 0     | 0                | 0                | 2                     | 1                     | 2     | 1     |
| Aris Salónica F. C. · Grecia   | Total club    | Total club    | 30    | 3     | 3                | 0                | 2                     | 1                     | 35    | 4     |
| Total carrera                  | Total carrera | Total carrera | 243   | 30    | 7                | 0                | 3                     | 1                     | 253   | 31    |
| 1. 2.                          |               |               |       |       |                  |                  |                       |                       |       |       |

## Palmarés

### Títulos internacionales
| Título                  | Club                        | Sede  | Año     |
| ----------------------- | --------------------------- | ----- | ------- |
| Liga Juvenil de la UEFA | F. C. Barcelona Juvenil "A" | Suiza | 2017-18 |

### Distinciones individuales
| Distinción                                                     | Año  |
| -------------------------------------------------------------- | ---- |
| Mejor jugador del mes de la Segunda División de España (abril) | 2024 |